# Индија на Светском првенству у атлетици на отвореном 2011.
Индија је учествовала на 13. Светском првенству у атлетици на отвореном 2011. одржаном у Тегу од 27. августа до 4. септембра тринаести пут, односно учествовала је на свим првенствима до данас. Репрезентацију Индије представљало 8 такмичара (5 мушкараца и 3 жене) који су се такмичили у 8 дисциплина (4 мушке и 4 женске).,
На овом првенству Индија није освојила ниједну медаљу али је остварила један национални и један лични рекорд сезоне. У табели успешности према броју и пласману такмичара који су учествовали у финалним такмичењима (првих 8 такмичара) Индија је са 2 учесника у финалу делила 60. место са 3 бода.
| Плас. | Земља  | 1. место | 2. место | 3. место | 4. место | 5. место | 6. место | 7. место | 8. место | Бр. финал. | Бод. |
| ----- | ------ | -------- | -------- | -------- | -------- | -------- | -------- | -------- | -------- | ---------- | ---- |
| =60.  | Индија | 0        | 0        | 0        | 0        | 0        | 0        | 1        | 1        | 2          | 3    |

## Учесници
| Мушкарци: - Гурмет Синг — 20 км ходање - Бабубаи Пануча — 20 км ходање - Ренџит Махешвари — Троскок - Ом Пракаш Синг — Бацање кугле - Викас Говда — Бацање диска | Жене: - Тинту Лука — 800 м - Мајука Џони — Скок удаљ, Троскок - Харвант Каур — Бацање диска |  |

## Резултати

### Мушкарци
| Атлетичар        | Дисциплина   | Лични рекорд        | Квалификације | Квалификације | Финале               | Финале               | Детаљи |
| Атлетичар        | Дисциплина   | Лични рекорд        | Резултат      | Место         | Резултат             | Место                | Детаљи |
| ---------------- | ------------ | ------------------- | ------------- | ------------- | -------------------- | -------------------- | ------ |
| Гурмет Синг      | 20 км ходање | 1:20:35 НР          |               |               | 1:26:34              | 24 / 32 (46)         |        |
| Бабубаи Пануча   | 20 км ходање | 1:23:04             | 1:26:53       | 25 / 32 (46)  |                      |                      |        |
| Ренџит Махешвари | Троскок      | 17,07 (+0.6 м/с) НР | Без пласмана  | Без пласмана  | Није се квалификовао | Није се квалификовао |        |
| Ом Пракаш Синг   | Бацање кугле | 20,04               | 19,29         | 12. у гр. А   | Није се квалификовао | 23 / 27              |        |
| Викас Говда      | Бацање диска | 64,96 НР            | 63,99 кв      | 4. у гр. А    | 64,05                | 7 / 30 (33)          |        |

### Жене
| Атлетичарка  | Дисциплина   | Лични рекорд | Квалификације | Квалификације | Полуфинале            | Полуфинале   | Финале                | Финале       | Детаљи |
| Атлетичарка  | Дисциплина   | Лични рекорд | Резултат      | Место         | Резултат              | Место        | Резултат              | Место        | Детаљи |
| ------------ | ------------ | ------------ | ------------- | ------------- | --------------------- | ------------ | --------------------- | ------------ | ------ |
| Тинту Лука   | 800 м        | 1:59,17 НР   | 2:01,89 кв    | 6. у гр. 4    | 2:00,95 ЛРС           | 6. у гр. 2   | Није се квалификовала | 15 / 35 (36) |        |
| Мајука Џони  | Скок удаљ    | 6,85         | 6,53 кв       | 6. у гр. Б    |                       |              | 6,37                  | 8 / 34 (36)  |        |
| Мајука Џони  | Троскок      | 14,11 НР     | 13,99         | 10. у гр. А   | Нису се квалификовале | 19 / 34      |                       |              |        |
| Харвант Каур | Бацање диска | 63,05        | 56,49         | 10. у гр. Б   | Нису се квалификовале | 20 / 23 (24) |                       |              |        |